# Kinky Friedman (musikalbum)
Kinky Friedman är ett musikalbum av Kinky Friedman utgivet 1974 på Varese, och producerat i Los Angeles av Steve Barri. Albumet, som huvudsakligen består av akustisk outlaw country, var från början tänkt att produceras av Willie Nelson, men han ersattes av Barri i sista minuten.

## Innehåll
Alla spår skrivna av Kinky Friedman, förutom där annat anges
1. Rapid City, South Dakota
2. Popeye The Sailor Man - Friedman/Panama Red
3. Homo Erectus - Friedman/Panama Red
4. Lover Please - Billy Swan
5. Wild Man From Borneo
6. Before All Hell Breaks Loose
7. Somethin's Wrong With The Beaver - Friedman/Panama Red
8. When The Lord Closes The Door (He Opens A Little Window) - Friedman/Jeff Shelby
9. Miss Nickelodeon - Jay Wise
10. Autograph - Friedman/Panama Red
11. They Ain't Makin' Jews Like Jesus Anymore